# .bq
.bq — запланированный, но не используемый национальный домен верхнего уровня для островов Бонайре, Саба и Синт-Эстатиус (Нидерландские Антильские острова). Утверждён 15 декабря 2010 года . Это решение последовало сразу после роспуска автономии Нидерландские Антильские острова и присвоения 10 октября 2010 года Бонайре, Сабе и Синт-Эстатиусу нового статуса специальных муниципалитетов Королевства Нидерландов. В настоящее время все три муниципалитета использует национальные домены верхнего уровня Нидерландских Антильских островов (.an) и Королевства Нидерландов (.nl).